# Тарасов, Анатолий Макарович
Анато́лий Мака́рович Тара́сов (1921 — 26 апреля 1971) — советский солдат, участник итальянского движения Сопротивления в годы Второй мировой войны, комиссар русского ударного батальона.

## Биография
Родился в 1921 году в деревне Кузьминское Вышневолоцкого уезда (ныне Удомельского района Тверской области). Провёл свои детские годы в деревне. Затем семья переехала в Ленинград.
В начале Великой Отечественной войны рядовой Тарасов попал в окружение под Минском. При отходе на восток попал в плен в районе города Луга. Был направлен на принудительные работы в Германию. В 1943 году переправлен в Верону в Италии на строительство линий связи. Смог бежать из плена и в дальнейшем сражался в отрядах итальянского Сопротивления в провинции Реджо-нель-Эмилия. Один из тех, кто был спасён итальянской семьёй Альчидо Черви.

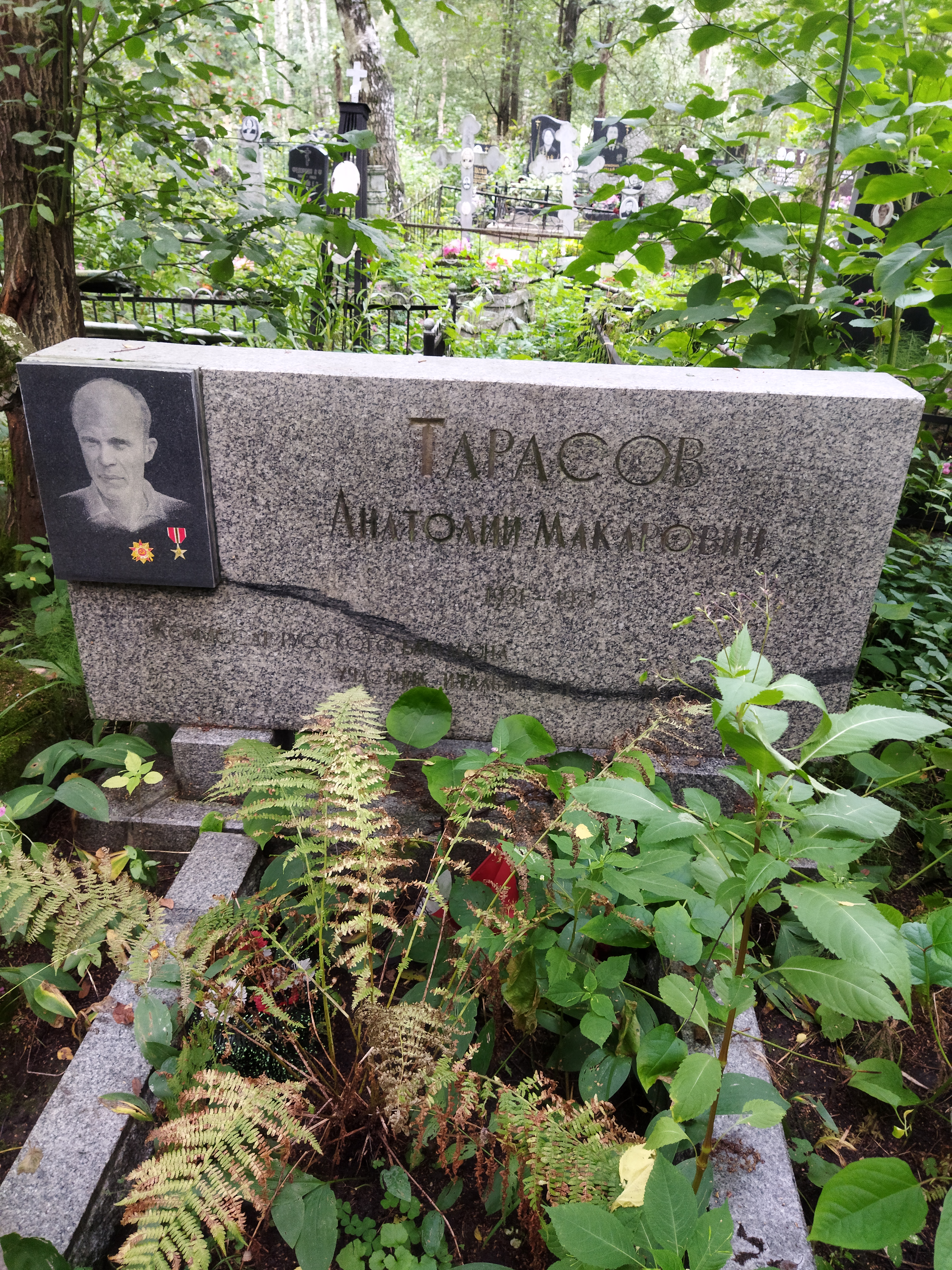
Могила А. М. Тарасова на Большеохтинском кладбище

В июне 1944 года вступил в Русский батальон гарибальдийцев, которым командовал бывший капитан РККА Владимир Переладов. Комиссар русского ударного батальона.
После возвращения в СССР в 1948 году был арестован, три года провёл в заключении. Жил в Ленинграде, работал гравёром-художником в типографии Лениздата. Писательница Елена Серебровская и друзья из Лениздата помогли подготовить и издать ему две книги: «В горах Италии» (1960) и «Италия в сердце» (1976). Был членом Ленинградского отделения общества «СССР-Италия», сотрудничал с советским Комитетом ветеранов войн. Вместе с писателем-следопытом С. С. Смирновым занимался поисками семьи национального героя Италии Фёдора Полетаева.
Умер 26 апреля 1971 года. Похоронен на Большеохтинском кладбище Ленинграда.

## Награды и звания
Советские государственные награды:
- орден Отечественной войны I степени[2]

Итальянские награды:
- медаль «Гарибальди»
- юбилейная медаль республики Монтефьорино
- медаль «Иностранному участнику Сопротивления»

Почётный гражданин города Реджо-нель-Эмилия (Италия).

## Память
В 1971 году в здании школы № 550 Ленинграда (Торговый переулок, 2) установлена мемориальная доска: «С 1929 по 1936 год в этой школе учился Анатолий Макарович Тарасов, кавалер ордена Отечественной войны II степени, герой Движения сопротивления в Италии, комиссар русского ударного батальона, кавалер ордена Гарибальдийской Звезды, Почётный гражданин города Реджо-нель-Эмилия».
В его честь названа одна из улиц Реджо-нель-Эмилия.

## Мемуары
- Тарасов А. В горах Италии. — Лениздат, 1960.
- Тарасов А. Италия в сердце. — Лениздат, 1976. — 254 с.
- Anatolij Tarassov, Sui monti d’Italia. Memorie di un garibaldino russo. ANPI, Reggio Emilia, 1975, pp. 124. Traduzione di Riccardo Bertani.